# Fangoria (revista)
|  | Si cerqueu altres usos, vegeu Fangoria. |

Fangoria és una revista de fans de cinema de terror estatunidenca de distribució internacional, que es publica des de 1979. Fangoria Publishing, LLC la publica quatre vegades l'any i està editada per Phil Nobile Jr.
La revista es va publicar originalment en una època en què el fandom de terror encara era una subcultura en creixement; a finals de la dècada de 1970, la majoria de publicacions de terror es dedicaven al cinema clàssic, mentre que les que es centraven en el terror contemporani eren en gran part fanzines. Fangoria va assolir el protagonisme realitzant entrevistes exclusives amb cineastes de terror i oferint fotos i històries entre bastidors que d'altra manera no estaven disponibles per als fans en l'època anterior a Internet. La revista finalment es convertiria en una força en el món del terror, acollint els seus propis premis, patrocinant i organitzant nombroses convencions de terror, produint pel·lícules i imprimint la seva pròpia línia de cómics.
Fangoria va començar a tenir problemes a la dècada de 2010 a causa de problemes derivats d'Internet, com ara la dificultat per generar prou ingressos publicitaris per cobrir els costos d'impressió. La publicació es va fer esporàdica a partir de la tardor de 2015, i la revista va passar per una successió d'editors el 2015-2016, que va culminar amb l'anunci de febrer de 2017 de la marxa de Ken Hanley el desembre de 2016. Després d'això, la revista va deixar de publicar-se. La revista va romandre inactiva durant tot el 2017.
El febrer de 2018, l'empresa d'entreteniment de Dallas Cinestate va comprar Fangoria i, sota el nou editor en cap Phil Nobile Jr., va rellançar la revista com a publicació trimestral impresa. L'octubre de 2018, Cinestate va llançar la primera nova revista Fangoria sota la seva propietat, estilitzada com a "Volum 2, número 1".
L'agost de 2020, Tara Ansley i Abhi Goel van adquirir Fangoria de Cinestate sota Fangoria Publishing, LLC i, a partir del número 9, són els editors de la revista i els propietaris de la marca.

## Orígens
Kerry O'Quinn i Norman Jacobs van concebre Fangoria per primera vegada el 1978 sota el nom de Fantastica com a company de la seva revista de mitjans de ciència-ficció Starlog. De la mateixa manera que Starlog va cobrir pel·lícules de ciència-ficció per a un públic principalment adolescent, Fantastica estava pensat per cobrir pel·lícules de fantasia per a un públic similar. O'Quinn, que havia publicat anteriorment revistes de fans de telenovel·la, va anticipar una onada d'interès pel gènere fantàstic a causa del pla de Hollywood de portar Conan el Bàrbar de Robert E. Howard a la pantalla, tot i que aquesta pel·lícula no apareixeria fins quatre anys més tard.
El primer número es va muntar sota la direcció de "Joe Bonham", un pseudònim extret de l'heroi tetraplègic de la novel·la pacifista de Dalton Trumbo Johnny Got His Gun. Aquesta va ser una portada del col·laborador i guionista de Rolling Stone Ed Naha i de l'escriptor Ric Meyers. Poc després de la premsa comercial editorial va anunciar el proper llançament de Fantastica, el llançament es va retardar uns quants mesos quan els editors d'un competidor de Starlog, la revista Fantastic Films, van amenaçar amb una demanda a causa de la similitud entre títols. This was eventually decided in favor of the plaintiff in court.
Les sessions de pluja d'idees van donar lloc al nom Fangoria, davant les objeccions de Robert "Bob" Martin, que va ser contractat com a editor durant el retard. El primer número va ser a imprès 31 de juliol de 1979, amb data de portada d'agost.

## Publicació

### Primers anys
El primer número de Fangoria es va dissenyar al voltant del concepte original de "pel·lícula fantàstica" de la revista i va resultar ser un notable fracàs editorial, igual que els cinc números següents, que van continuar amb el mateix enfocament. Quan es va publicar el número quatre i el número sis estava en preparació, l'editor va confiar a Martin que la revista estava perdent aproximadament 20.000 dòlars per número, una quantitat que el petit editor no podia mantenir durant molt de temps.
Tal com es descriu en una història de revistes de terror, "El primer número de Fangoria, publicat el 1979, va ser un fracàs abismal, i els números posteriors no van sortir gaire millor. Pel que sembla, hi havia poc o gens d'interès en una altra revista que no s'apartés gaire de l'estructura Starlog/Cinefantastique ja establerta." Però a causa del gran interès del lector en "un article profusament il·lustrat sobre els horripilants efectes de maquillatge de Tom Savini per a la pel·lícula de 1978 El despertar dels zombis", la revista va començar a centrar-se en "l'interès macabre dels lectors per les imatges sangrientes de monstres i gore". Amb el setè número, "amb un audaç canvi a les pel·lícules de por, amb una imatge fotogràfica de The Shining de Stanley Kubrick a la portada", la revista s'havia tornat rendible. Aleshores "els anys vuitanta van donar una oferta interminable de pel·lícules slasher sagnants que Fangoria va estar més que encantada de destacar, convertint en Freddy Krueger, Leatherface, Michael Myers i Jason Voorhees en ídols de quioscs poc probables i lucratius."
Martin va continuar com a editor a mitjans de la dècada de 1980, amb el coeditor David Everitt de 1981 a 1985. Després que Everitt marxés, va ser substituït per l'editor de Starlog, David McDonnell, que gestionava ambdues revistes, amb Tony Timpone sota ell com a editor en cap a Fangoria. El 1986, Timpone es va convertir en redactor en cap:
| « | Em vaig incorporar per primera vegada al personal de Fangoria el juliol de 1985. Va ser la meva primera feina fora de la universitat, tot i que havia estat treballant independentment a la publicació germana de Fangoria, Starlog, durant el meu treball l'any passat a la universitat. Vaig començar com a assistent editorial del llavors editor David Everitt, que va decidir marxar un mes després de començar. Com que acabava de sortir de la universitat i aquesta va ser la meva primera feina a l'edició, era una mica massa verd per assumir-me la feina jo mateix. Així que vaig ser l'editor en cap de Dave McDonnell, que va assumir el càrrec d'editor fins que vaig tenir les meves ales. L'any següent, em van ascendir a redactor en cap. | » |

### Dècades del 1980 i 1990
A finals dels 80 i principis dels 90, Fangoria va provar nombrosos mercats internacionals de terror, llançant números de la revista modificats per a diferents idiomes estrangers. Aquestes edicions estrangeres (publicades a Itàlia, Japó, Txecoslovàquia i altres llocs) van durar només un grapat d'edicions abans de ser interrompudes. A més, el maig de 1988 es va publicar per primera vegada una publicació germana titulada Gorezone. Va seguir una segona publicació germana, titulada Toxic Horror el 1989. Gorezone es va cancel·lar després de vint-i-set números i un especial temàtica Tales from the Crypt. Toxic Horror es va cancel·lar després de cinc números.
El 1990, Timpone va incorporar l'editor en cap Michael Gingold, després d'haver estat presentat prèviament al seu fanzine de temàtica de terror, Scareaphenalia. A més de les seves tasques editorials a la revista, Gingold va publicar la majoria de les actualitzacions de notícies al lloc web oficial de la revista. Sota el mandat de Gingold i Timpone, Fangoria va arribar a ser el seu major nivell de protagonisme, gaudint d'un reconeixement i influència amplis en la comunitat del terror.

### Dècada del 2000
Creative Group va comprar Fangoria (i la seva publicació principal Starlog) a principis dels anys 2000, amb l'esperança d'ampliar la identitat de marca de la revista a la ràdio, la televisió i els còmics. El 5 de desembre de 2007, un magatzem operat per Kable News, a Oregon (Illinois), que contenia tots els números anteriors de Fangoria i Starlog, va ser destruït per un incendi. Com que els números anteriors de Fangoria no es tornen a imprimir, els únics números anteriors que queden ara es troben en col·leccions privades o disponibles al mercat secundari. Després de diverses empreses fallides, Creative Group va sol·licitar el capítol 11 el 21 de març de 2008. A l'estiu de 2008, The Brooklyn Company, Inc., dirigida pel president de Fangoria durant molt de temps Thomas DeFeo, va comprar Fangoria i totes les seves marques relacionades. Sota la propietat de DeFeo, la revista va revisar el format de portada de la revista, incloent-hi la transformació del logotip de llarga data de l'empresa. A partir del número 281, es va redissenyar el logotip original de Fangoria i es van eliminar la marca registrada "tira de pel·lícula", el lema i les fotos incrustades. Després d'una protesta constant dels fans pels canvis, el logotip original va tornar amb el número 305. Les fotos de la "tira de pel·lícula" van tornar breument començant amb el número 309.
El febrer de 2010, Chris Alexander, un cineasta amb seu a Toronto i antic escriptor de Rue Morgue, va succeir Tony Timpone com a nou editor de Fangoria. Sota la seva direcció, la revista va explorar continguts més esotèrics, es va modificar el disseny de la portada unes quantes vegades i va contractar diversos membres del personal. Alexander també va tornar el logotip original de Fangoria. El 2011, Gorezone es va reviure amb un número especial The Bloody Best of Gorezone abans de reprendre la publicació regular amb el número 28 el 2013. El 2012, Fangoria també va començar a publicar una línia d'edició especial limitada titulada Fangoria Legends.

### Deixa d'imprimir-se el 2015
A finals de setembre de 2015, Alexander va deixar el càrrec d'editor en cap i va deixar el consell de direcció de Fangoria. A l'octubre, Gingold, que aleshores exercia d'editor en cap, va ser contractat com a nou editor en cap de la publicació. Vuit mesos després, Gingold va ser acomiadat després de vint-i-vuit anys amb la revista i l'antic editor en cap, Ken Hanley, va ser nomenat nou editor en cap. Molts dins de la comunitat de terror van respondre amb sorpresa davant la cessació de Gingold i ho van prendre com un signe que la revista havia perdut el contacte amb la seva base de fans i havien passat els seus dies de glòria; Guillermo del Toro es va dirigir a les xarxes socials per expressar la seva decepció per la decisió.
L'11 de febrer de 2017, Hanley va anunciar que ell també ja no estava relacionat amb la revista i que havia estat en pausa de l'empresa des de mitjans de desembre de 2016. També va declarar que creia que si la revista continuava sota la seva propietat actual, probablement mai hi hauria un altre número nou, especialment com a edició impresa.
L'última edició impresa de la revista, número 344, es va publicar l'octubre de 2015. Després d'aquest número, es van publicar quatre números addicionals exclusivament en format digital, deixant els subscriptors de les edicions en paper, així com els subscriptors de Gorezone, sense els números que tenien pagats. A més, col·laboradors com Josh Hadley han afirmat que segueixen sense pagar els articles i obres d'art publicats. Fangoria va respondre a les declaracions fetes per Hanley i Hadley el 13 de febrer, en què el president i propietari Tom DeFeo agraïa la seva paciència als lectors i subscriptors i va assenyalar la seva intenció d'esmenar-se amb escriptors, artistes i subscriptors que havien tingut inconvenients. La declaració també assenyalava que la manca d'ingressos publicitaris suficients havia estat la raó de la desaparició de les edicions impreses, però que DeFeo i el seu personal continuarien amb els seus intents de recuperar les edicions impreses.

### Adquisició de Cinestate i tornada a la impressió
El febrer de 2018, es va anunciar que Fangoria havia estat comprada pel productor de cinema Dallas Sonnier a través de la seva empresa d'entreteniment de Texas Cinestate. Sonnier va nomenar Phil Nobile Jr., del lloc web Birth.Movies.Death. com a nou editor en cap. La companyia va anunciar, a més, que tornaria la revista com a publicació trimestral, exclusivament impresa, i oferiria una subscripció gratuïta d'un any a qualsevol persona que no rebés mai els números als que tenien dret sota l'antiga propietat.
A més del retorn de Gingold i Timpone com a columnistes habituals, Cinestate va anunciar que el nou equip de redacció estaria format per S. Craig Zahler, Grady Hendrix, Shudder comissari Sam Zimmerman, Meredith Borders de Birth.Movies.Death, l'autor i antic escriptor de Rue Morgue Preston Fassel, la historiadora del terror Rebekah McKendry i la crítica feminista negra Ashlee Blackwell. Cinestate tenia previst ramificar la franquícia en la producció de pel·lícules, podcasts i novel·les.
El 19 de maig de 2018, la revista va anunciar la seva primera novel·la amb llicència, Our Lady of the Inferno de Preston Fassel, sota el seu nou segell Fangoria Presents. El llibre es va publicar l’11 de setembre de 2018, amb crítiques generalment positives, i finalment va ser nomenada una de les deu millors novel·les de terror del 2018 per Bloody Disgusting. Una setmana més tard, el 18 de setembre, Fangoria va publicar la seva segona novel·la amb llicència, My Pet Serial Killer de Michael J. Seidlinger.
L'octubre de 2018, Cinestate va publicar el seu primer número de la revista, estilitzat com "Volum 2, número 1", amb una història de portada de la pel·lícula de 2018 Halloween.

### Controvèrsia amb Cinestate i nova propietat
El juny de 2020, The Daily Beast va publicar una exposició sobre la mala conducta sexual del productor Adam Donaghey al plató d'una pel·lícula de Cinestate.
L'agost de 2020, Fangoria va ser adquirida pel director general de Wanderwall Entertainment, Tara Ansley i l'empresari Abhi Goel, i la impressió trimestral va continuar sota la seva propietat. Els nous propietaris tenen previst llançar un estudi multimèdia i produir i distribuir contingut de ficció i no ficció.

## Fangoria.com
Fins al 2016, el lloc en línia Fangoria va incloure actualitzacions diàries sobre el món de l'horror, la qual cosa va permetre que la marca Fangoria segueixi sent rellevant per a aquells que normalment no llegeixen revistes impreses. El lloc web també va incloure diversos blocs de terror especialitzats, inclosos articles que continuaven la llarga tradició de Fangoria de donar suport a les persones LGBT que treballen a la indústria del terror.
Després de l'adquisició de Fangoria per part de Cinestate, la pàgina d'inici es va desconnectar breument, substituïda finalment per una portada de notícies agregades. Aquesta versió del lloc es va suspendre un cop Cinestate va vendre la marca a Fangoria Publishing, LLC. Fangoria.com va tornar el 2021.

## Fangoria Chainsaw Awards
Els Fangoria Chainsaw Awards són una cerimònia de lliurament de premis per a pel·lícules de terror i thrillers. A partir de 1992, els premis es van ampliar i es va inaugurar una cerimònia anual per lliurar els premis.